# Gillingham F.C.
Gillingham Football Club – angielski klub piłkarski z siedzibą w Gillingham, grający obecnie w League Two.

## Obecny skład
Stan na 31 stycznia 2023.
| Nr | Poz. | Piłkarz                  |
| -- | ---- | ------------------------ |
| 1  | BR   | Glenn Morris             |
| 2  | OB   | Cheye Alexander          |
| 3  | OB   | David Tutonda            |
| 4  | OB   | Will Wright              |
| 5  | OB   | Max Ehmer                |
| 6  | PO   | Shaun Williams           |
| 7  | PO   | Alex MacDonald           |
| 8  | PO   | Stuart O'Keefe (kapitan) |
| 10 | PO   | Olly Lee                 |
| 11 | PO   | Ben Reeves               |
| 14 | OB   | Robbie McKenzie          |
| 15 | PO   | Callum Harriott          |
| 16 | PO   | Dom Jefferies            |
| 17 | PO   | Jayden Clarke            |
| 18 | PO   | Ethan Coleman            |

| Nr | Poz. | Piłkarz                                             |
| -- | ---- | --------------------------------------------------- |
| 19 | NA   | Lewis Walker                                        |
| 20 | NA   | Tom Nichols                                         |
| 21 | PO   | Hakeeb Adelakun (Wypożyczony z Lincoln City)        |
| 22 | PO   | Jordan Green                                        |
| 23 | OB   | Conor Masterson (Wypożyczony z Queens Park Rangers) |
| 24 | NA   | Scott Kashket                                       |
| 25 | BR   | Jake Turner                                         |
| 28 | NA   | Oliver Hawkins                                      |
| 29 | NA   | Joseph Gbode                                        |
| 33 | BR   | Tate Holtam                                         |
| 35 | NA   | Tristan Abrahams (Wypożyczony z Eastleigh)          |
| 38 | PO   | Timothée Dieng                                      |
| 44 | NA   | Aiden O'Brien (Wypożyczony z Shrewsbury Town)       |
| 49 | PO   | George Lapslie                                      |
|    | PO   | Sam Gale                                            |

### Piłkarze na wypożyczeniu
| Nr | Poz. | Piłkarz                      |
| -- | ---- | ---------------------------- |
| 27 | OB   | Bailey Akehurst (w Cheshunt) |
| 30 | PO   | Matty MacArthur (w Margate)  |

| Nr | Poz. | Piłkarz                           |
| -- | ---- | --------------------------------- |
| 31 | OB   | Freddie Carter (w Cray Wanderers) |
| 32 | PO   | Josh Chambers (w Worthing)        |